# Joan Carroll
Joan Carroll (ấu danh Joan Marie Felt, 18 tháng 01 năm 1931 – 16 tháng 11 năm 2016) là một nữ tài tử điện ảnh nhí người Mĩ.

## Lịch sử

### Thiếu thời

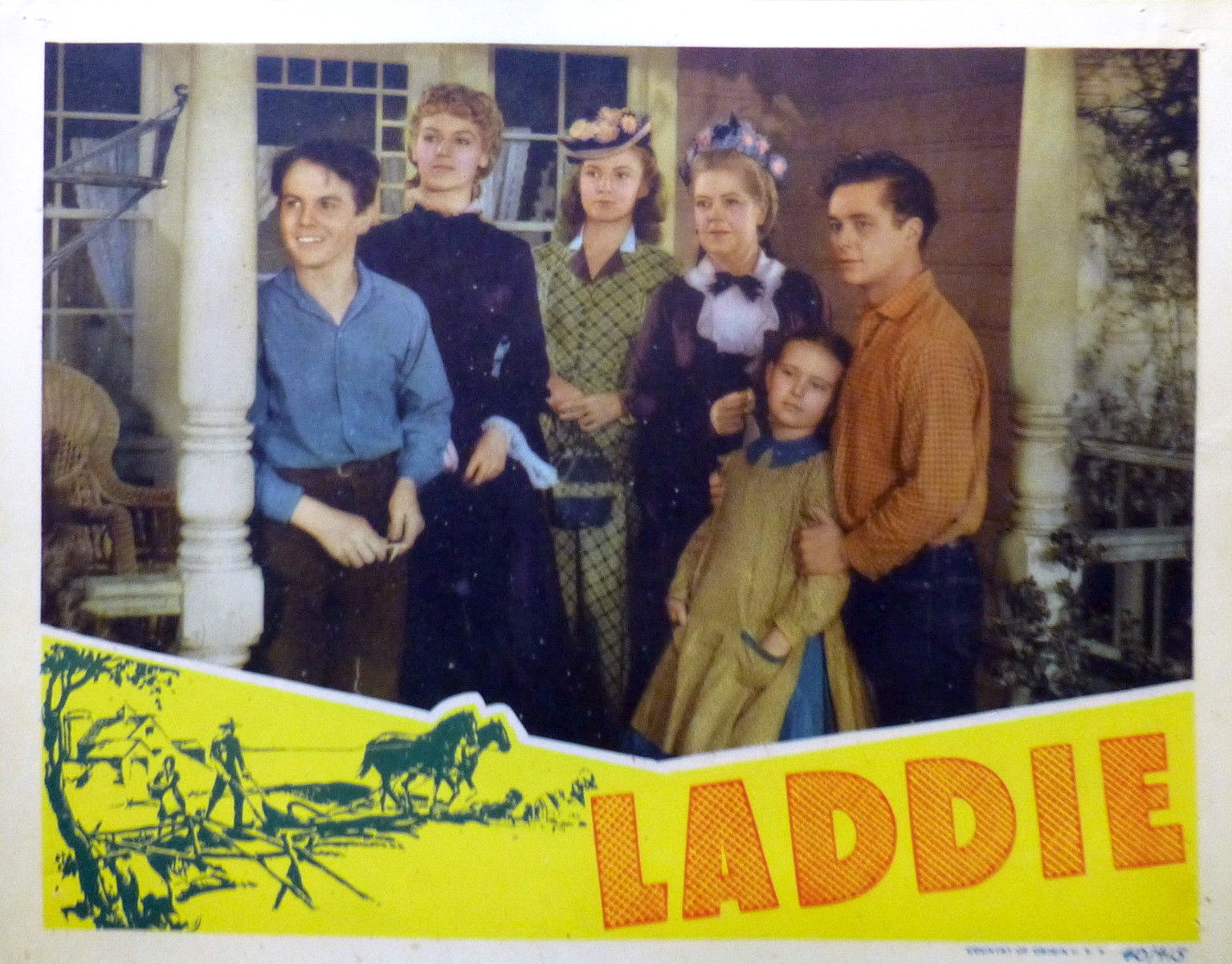
Bích chương phim Laddie (1940). Từ trái sang phải là các diễn viên: Sammy McKim, Martha O'Driscoll, Joan Leslie,
Spring Byington, Joan Carroll và Tim Holt.

Joan Carroll có ấu danh Joan Marie Felt, con ông bà Wright và Freida Felt, sinh ngày 18 tháng 01 năm 1931 tại thị trấn Elizabeth thuộc tiểu bang New Jersey. Cha bà vốn là chuyên viên cao cấp ngành điện lực, còn mẹ bà là một nhạc công dương cầm. Dưới sự hướng dẫn sát sao của mẹ, cô bé Joan Carroll bắt đầu học các kĩ năng biểu cảm kịch trường từ lúc lên 4 tuổi. Năm 1936, gia đình Carroll di cư sang California. Tại đây, bà góp một vai nhỏ trong phim The First Baby.

### Qua đời
Carroll qua đời ngày 16 tháng 11 năm 2016 ở Puerto Vallarta, Mexico ở tuổi 85.

## Sự nghiệp
| Năm  | Nhan đề                 | Vai trò                      | Chú thích         |
| ---- | ----------------------- | ---------------------------- | ----------------- |
| 1936 | The First Baby          |                              |                   |
| 1937 | One Mile from Heaven    | Sunny                        |                   |
| 1938 | Walking Down Broadway   | Sunny Martin                 |                   |
| 1938 | Gateway                 | Em bé                        | Vị trí quần chúng |
| 1938 | Two Sisters             | Sally thuở nhỏ               |                   |
| 1939 | Mr. Moto's Last Warning | Mary Delacour                |                   |
| 1939 | Tower of London         | Công nương Mowbray           | Vị trí quần chúng |
| 1939 | A Child Is Born         | Một cô bé                    | Vị trí quần chúng |
| 1939 | Barricade               | Winifred Ward                |                   |
| 1940 | Laddie                  | Chị Stanton                  |                   |
| 1940 | Primrose Path           | Honeybell                    |                   |
| 1940 | Anne of Windy Poplars   | Betty Grayson                |                   |
| 1942 | Obliging Young Lady     | Bridget Potter               |                   |
| 1943 | Petticoat Larceny       | Joan Mitchell / Small Change |                   |
| 1944 | Meet Me in St. Louis    | Agnes Smith                  |                   |
| 1944 | Tomorrow the World      | Pat Frame                    |                   |
| 1945 | The Clock               | Hành khách ở xa trạm Penn    | Vị trí quần chúng |
| 1945 | The Bells of St. Mary's | Patricia "Patsy" Gallagher   |                   |
| 1950 | Second Chance           | Y sinh Eva                   |                   |